# 조지프 머콜라
조지프 마이클 머콜라(영어: Joseph Michael Mercola /mərˈkoʊlə/, 1954년 7월 8일 ~)는 미국의 대체의학 지지자, 정골의학가, 인터넷 사업가이다. 식이 보충제와 의료기기 사업도 한다. 그의 웹사이트에서 머콜라와 동료들은 동종요법이나 백신 기피 등과 같은 유사과학적이고 검증되지 않은 의견을 주장하고 이는 지속적인 비판을 받는다.
머콜라의 의학에 대한 주장들은 의학계, 과학계, 규제당국, 경엉계의 비판을 받는다. 2006년 블룸버그 비즈니스위크 사설에서는 머콜라의 마케팅이 "교활한 홍보, 약삭빠른 정보 이용, 공포 수법"에 의존한다고 하였다.}} 2005년, 2006년, 2011년에는 미국 식품의약국(FDA)이 머콜라의 회사가 자신의 제품의 질병 감지, 예방, 치료 능력에 대한 불법적인 주장을 하고있다고 경고하였다. 미국의 종양학 외과의 데이비드 고스키는 머콜라의 마케팅 기법에 대해 "지루하고 알맞은 건강 정보와 유사과학상 정보를 섞어 의학적 지식이 없는 사람이 구별하기 힘들게 한다"라고 하였다.
코로나19 범유행동안 머콜라는 코로나19 범유행에 관한 음모론과 허위 정보들과 유사과학적인 반백신 가짜뉴스들을 소셜 미디어에 퍼트렸으며, 많은 연구자들이 그를 "온라인상 코로나19 가짜뉴스 주요 유포자"로 지목하였다. 머콜라는 FDA에게 코로나19 치료제라고 주장하는 제품 등 미승인된 의료기기 판매에 대해 수많은 경고를 받았다. 그의 유튜브 계정은 2021년 9월 29일 정지되었다.

## 대표 저서
- 《5G의 역습 - 빨라진 다운로드 속도만큼 당신의 수명도 단축된다》 (ISBN 979-11-5888-978-4)
- 《케톤하는 몸 - Dr.머콜라의 최강의 저탄고지 교과서》(ISBN 979-11-5888-597-7)
- 《(팩트 체크) 착한 지방 악한 지방 - 지방은 악의 축일까? 아니면 신의 선물일까?》(ISBN 978-89-6046-058-4)
- 《코로나 3년의 진실 - 록다운에서 백신까지 코로나19 팩트체크》(ISBN 978-89-6744-246-0)